# Nikus Pokus
Nikus Pokus, de son nom véritable Nicolas Tissier, est un rappeur français membre du groupe Svinkels, né le 17 avril 1973 à Paris et mort le 10 mai 2024 à Lézardrieux (Côtes-d'Armor),.

## Carrière
En 1997, Nikus Pokus fonde avec Gérard Baste les Svinkels. Le groupe se fait connaître avec leur titre Alcootest sur la compilation Police. Il signe avec les Svinkels leur premier album Juste fais là ! en 1997. Leur deuxième album Tapis rouge sort en 1999, le maxi Bois mes paroles en 2000, et Bons pour l'asile, leur troisième album, en 2003.
Nikus Pokus, en plus d'être un des trois personnages principaux des Svinkels, a composé près des deux tiers des musiques de la discographie du groupe. Après avoir principalement utilisé des samplers sur les trois premiers disques, il a ensuite travaillé en audio sur le dernier album Dirty Centre. Il donna le grain particulier à la musiques des Svinkels, qui allie rythmique et samples de la musique noire américaine avec des riffs de guitares issus de productions rocks.
Avec les autres membres des Svinkels, il participe au collectif QHuit (composé de TTC, Triptik, AMS Crew, Rhum-G et L'Animalexxx), avec lequel il produit l'album Gran Bang en 2004, ainsi qu'à l'album Future School d'AMS Crew avec les morceaux Sanibroyeur et Ma musique.
En 2008 sort le quatrième album des Svinkels, Dirty Centre, où le groupe s’oriente vers un style différent, principalement influencé par le Dirty South américain.
À la suite d'une mésentente dans le groupe, la tournée 2009 fut interrompue.
Le 8 juin 2017, le groupe se reforme avec DJ Pone aux platines, le temps d'un concert mémorable au New Morning. Gérard Baste annonce à cette occasion que le groupe jouera à l'Olympia en avril 2018, qui sera plus tard suivi d'une tournée. Rechute, l'album du retour du quatuor sort en 2021.
Il meurt le 10 mai 2024 à Lézardrieux d'une crise cardiaque à l'âge de 51 ans.

## Discographie

### Albums avec les Svinkels
- 1997 : Juste fais là ! (EP)
- 1999 : Tapis rouge
- 2000 : Bois mes paroles (EP)
- 2003 : Bons pour l'asile
- 2005 : DJ Pone réveille le Svink !
- 2008 : Dirty Centre
- 2021 : Rechute

### Albums en collectif
- 2004 : Gran Bang avec QHuit
- 2005 : Future School avec AMS Crew
- 2007 : Mort aux Ludvig Von 88

### Solo
- 2011 : -riviera-